# بکلومتازون
بکلومتازون (به انگلیسی: Beclometasone)
رده درمانی: داروهای کورتیکواستروئید
اشکال دارویی: افشانه و پماد

## موارد مصرف
بکلومتازون جهت درمان آسم ، آلرژی مانند رینیت و سینوزیت آلرژیک به کار می‌رود.

## مکانیسم اثر
جایگزینی کورتیکواستروئیدها، کورتیکواستروئیدها از عرض غشای سلولی عبور کرده و با گیرنده های اختصاصی سیتوپلاسمی کمپلکس شده، وارد هسته سلول می شوند و به DNA ( کروماتین ) متصل و موجب تحریک روند رونویسی mRNA و به دنبال آن ساخت پروتئین های مختلف آنزیمهای خاصی را تحریک می کنند.

## عوارض جانبی
با مصرف این فراورده‌احتمال بروز سرفه ، کاندیدیاز ، خشونت صدا ، سردرد ، احتقان بینی ، آلرژِی و عوارض سیستمیک کورتونها وجود دارد.